# KiT ALBUM
KiT ALBUM（キノアルバム）とは大韓民国で発表された複数の映像（動画像）、音声、歌詞を記録するメディア規格である。主にK-POPアイドルのアルバム形態の一つとして使用されている。

## 概要
2014年に韓国で登場したオフラインアルバムと、オフラインビデオの一種である。人に聞こえない周波数をスマートフォンに送る装置が内蔵され、スマートフォンが認識すれば、専用アプリケーション（アプリ）が駆動され、音楽を聴くことができる方式で、スマートフォンのイヤフォンジャックにKiT本体を差し込むか、スマートフォンに近づけ認証させればアルバムの音源や写真、歌詞を見ることができる。
2014年10月15日にGirl's Day が世界で最初のキノアルバム「보고싶어（会いたい）」を発売した（VIXXがボーイズグループでは初めてキノアルバム作品を発表している。）。 

## 種類・使用方法
スマートフォンのイヤホンジャックに接続するタイプとイヤホンジャック不要のタイプ(ボタン型)の2種類があり、現在はボタン型のキノアルバムが主流となっている。ボタン式はKihno Playerアプリを開いた状態でボタンを押し当てることで使用可能となる。 